# Liste des monuments historiques de la Seine-Maritime
Cet article recense les monuments historiques de la Seine-Maritime, en France.

## Statistiques
Au 30 juillet 2025, la Seine-Maritime compte 729 édifices comportant au moins une protection au titre des monuments historiques, dont 223 sont classés et 533 sont inscrits. Le total des monuments classés et inscrits est supérieur au nombre total de monuments protégés car plusieurs d'entre eux sont à la fois classés et inscrits.
Plusieurs édifices sont répartis sur plusieurs communes :
- l'abbaye de Valmont, sur Thérouldeville et Valmont ;
- le château des Gadelles, sur Le Havre et Sainte-Adresse ;
- le château de Gruville, sur Contremoulins et Thiergeville ;
- le château de Miromesnil, sur Saint-Aubin-sur-Scie et Tourville-sur-Arques ;
- le château de Mondétour, sur Blainville-Crevon et Morgny-la-Pommeraye ;
- le château de Val-Freneuse, sur Freneuse et Sotteville-sous-le-Val ;
- le château d'Yville, sur Mauny, Yville-sur-Seine et Barneville-sur-Seine (dans l'Eure) ;
- le fossé Saint-Philibert, sur Jumièges et Yainville ;
- le pont de Coq, sur Ménerval et Saumont-la-Poterie ;
- le site archéologique de la Côte Sainte-Catherine, sur Bonsecours et Rouen.

## Liste
Du fait du nombre de monuments historiques dans le département, leur liste est divisée en trois sections distinctes :
- liste des monuments historiques de l'arrondissement de Dieppe, correspondant au nord du département (arrondissement de Dieppe) ;
- liste des monuments historiques de l'arrondissement du Havre, correspondant à l'ouest du département (arrondissement du Havre) ;
- liste des monuments historiques de l'arrondissement de Rouen, correspondant à l'est du département (arrondissement de Rouen).

En outre, les communes suivantes disposent chacune de leur propre liste :
- pour Dieppe, voir la liste des monuments historiques de Dieppe
- pour Le Havre, voir la liste des monuments historiques du Havre
- pour Rouen, voir la liste des monuments historiques de Rouen